# Theodore Link
Theodore C. Link, FAIA, (Heidelberg, 17 de marzo de 1850-Baton Rouge, 12 de noviembre de 1923) fue un arquitecto y editor de periódicos estadounidense nacido en Alemania. Diseñó edificios para la Exposición Universal de 1904, la Universidad Estatal de Luisiana y el Capitolio de Misisipi.

## Vida
Theodore Carl Link nació el 17 de marzo de 1850 cerca de Heidelberg, Alemania. Se formó en ingeniería en la Universidad de Heidelberg y en la École Centrale Paris.
Link emigró a los Estados Unidos y llegó a San Luis en 1873 para trabajar para la compañía Atlantic and Pacific Railroad. Se casó con Annie Fuller el 22 de septiembre de 1875. Ese año, el topógrafo de San Luis, Julius Pitzman, lo recomendó para el puesto de superintendente de parques públicos de San Luis. En 1889, Link se unió al American Institute of Architects y comenzó su propia práctica de arquitectura privada.
Después de un interino de cuatro años como editor de un periódico en alemán en Pittsburgh, Link regresó a San Luis justo después del cambio de siglo como uno de los arquitectos de la Exposición Universal de 1904. En 1901 ganó el concurso para diseñar el Capitolio de Misisipi en Jackson, que se completó dos años después. También "diseñó la mayoría de los edificios para la Universidad Estatal de Luisiana cuando el campus fue reubicado en la década de 1920".
Link murió en Baton Rouge mientras trabajaba en el nuevo campus de la Universidad Estatal de Louisiana y fue enterrado en el cementerio de Bellefontaine en San Luis. En 1995 fue galardonado con una estrella en el Paseo de la Fama de San Luis.
Su obra más conocida es de estilo románico richardsoniano, concretamente la Union Station (1894) y la Segunda Iglesia Presbiteriana (1899). <undefined /> Los edificios históricos Theodore Link (c. 1911) en University City son tres residencias privadas en Delmar Boulevard que figuran en las listas del Registro Nacional de Lugares Históricos en el condado de San Luis.

## Obras escogidas

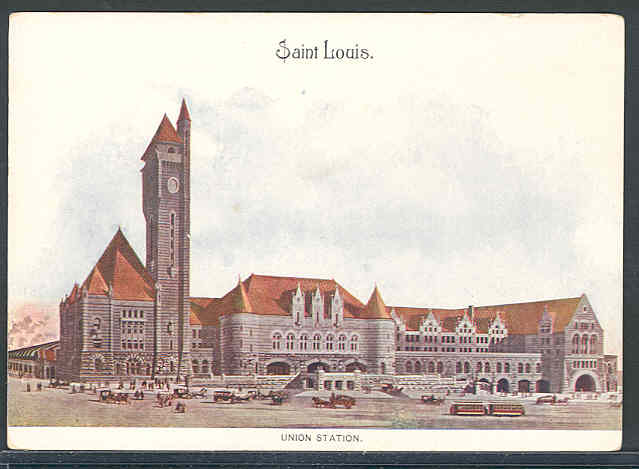
Union Station en San Luis

Entre los más de 100 edificios que diseñó:
- 1869 Seminario Monticello (ahora Lewis and Clark Community College ), Godfrey
- 1891 puertas y varias casas para dos de los lugares privados de San Luis, Westmoreland Place y Portland Place
- 1894 Union Station, inspirada en las fortificaciones de Carcasona, con el arquitecto Edward Cameron[1][7]
- 1899 Segunda Iglesia Presbiteriana, 4501 Westminster Place, San Luis[8]
- 1901 Iglesia Metodista Unida de St. John, 5000 Washington Place
- 1901 Estación de tren Wabash y agencia ferroviaria exprés, 780 East Cerro Gordo Street, Decatur[9]
- 1902 Estación de ferrocarril de Wabash, Danville, Illinois[10]
- 1903 Wabash Pittsburgh Terminal, Liberty Avenue en Ferry Street, Pittsburgh, Pensilvania
- 1903 Capitolio de Misisipi, Jackson
- Palacio de Minas y Metalurgia de 1904 en la Exposición Universal de 1904 (demolido)
- 1904 Reid Hall y plan maestro del campus para la Universidad Washington and Lee[11]
- 1906 Sucursal Barr, Biblioteca Pública de San Luis
- 1910 Roberts Shoe (International Shoe) Company Building, San Luis, con adornos influenciados por Louis Sullivan
- 1911 Edificios históricos Theodore Link, 7100, 7104 y 7108 Delmar Blvd, University City[6]
- 1919-1923, plan maestro y nueve edificios para la Universidad Estatal de Luisiana, incluida la Torre Memorial, con WT Trueblood

## Galería

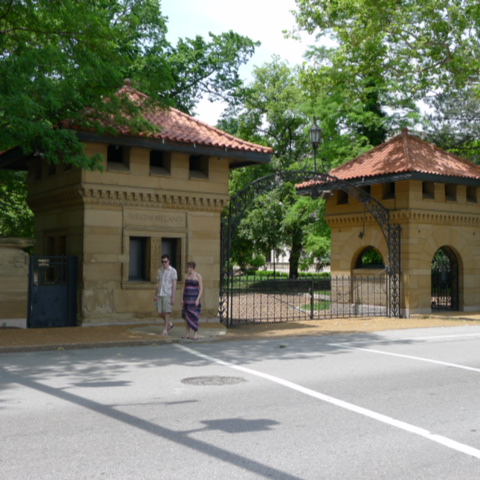
Puertas de Westmoreland Place, San Luis
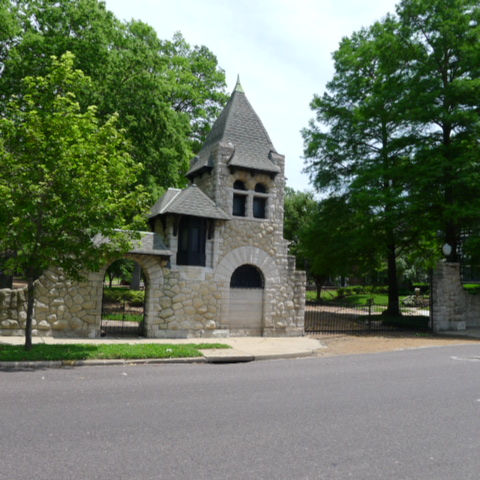
Puertas de Portland Place, San Luis
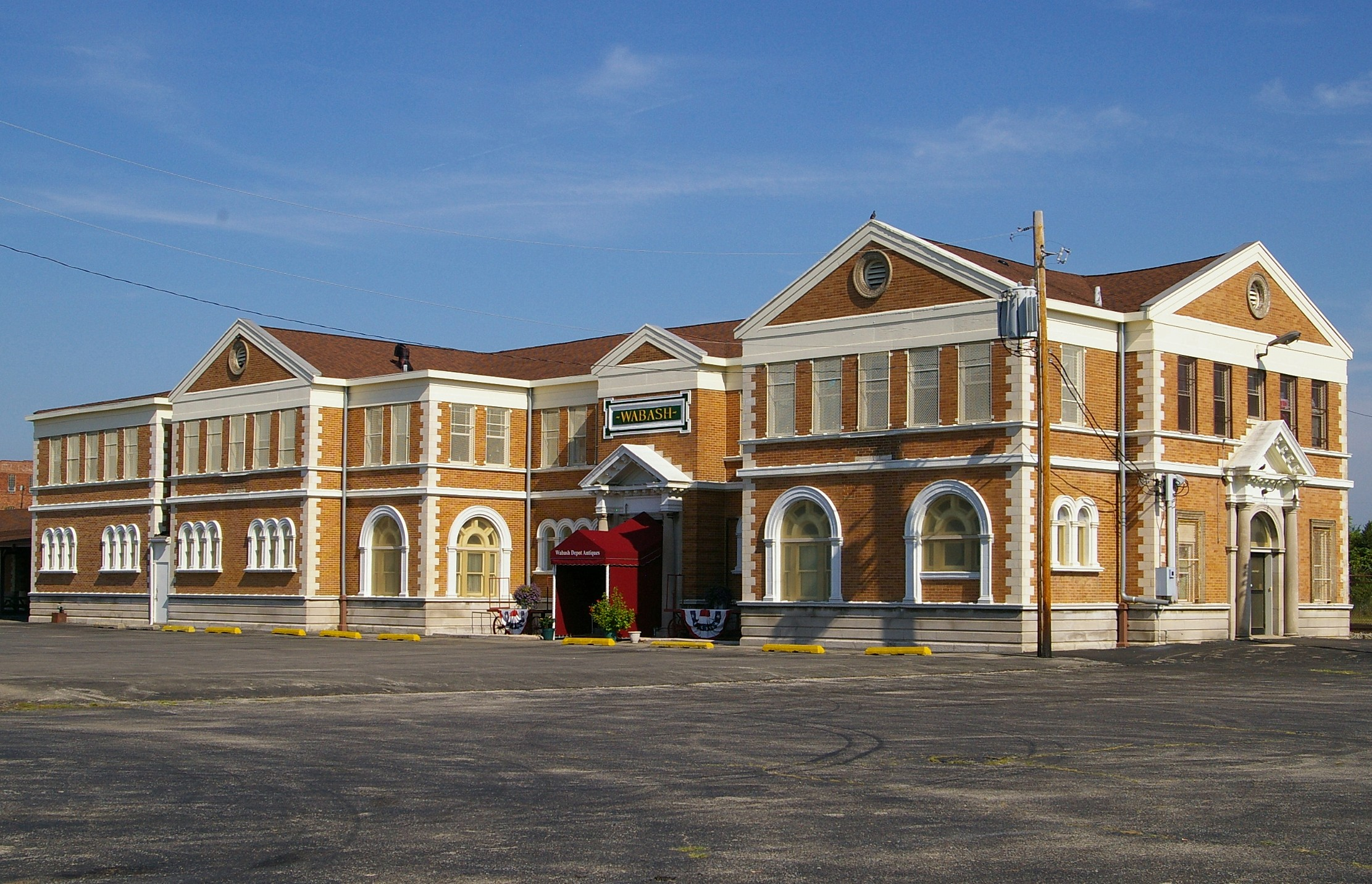
Estación de Wabash, Decatur
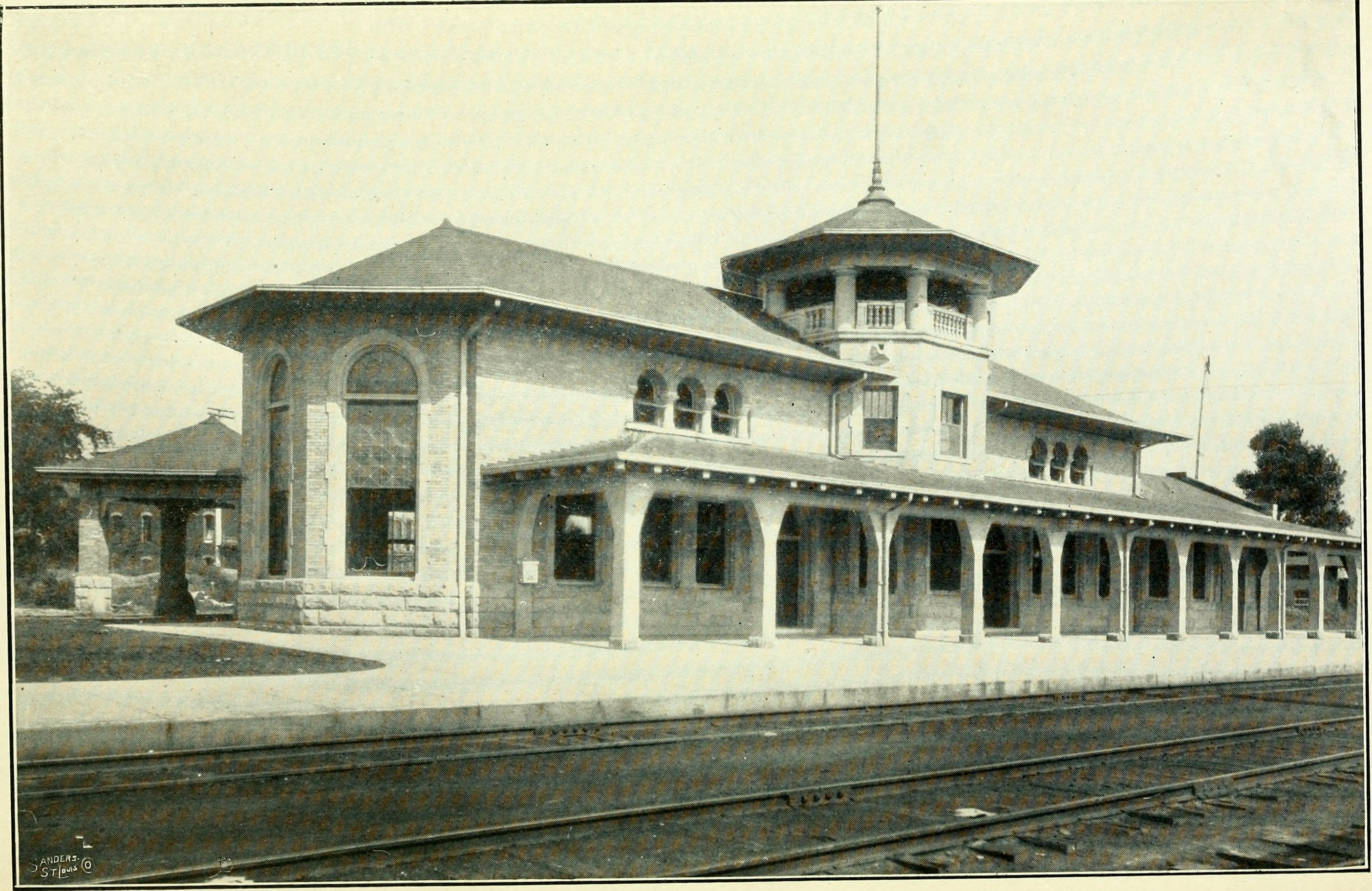
Estación de Wabash, Decatur
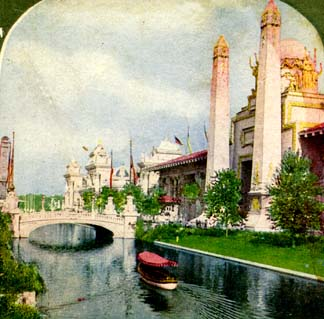
Palacio de Minas y Metalurgia, Exposición Universal de 1904
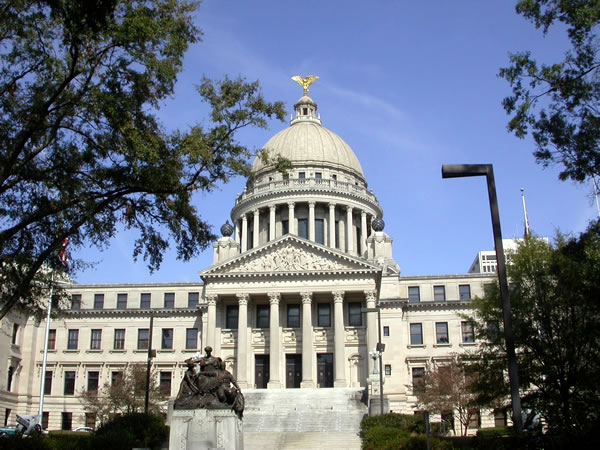
Capitolio de Misisipi
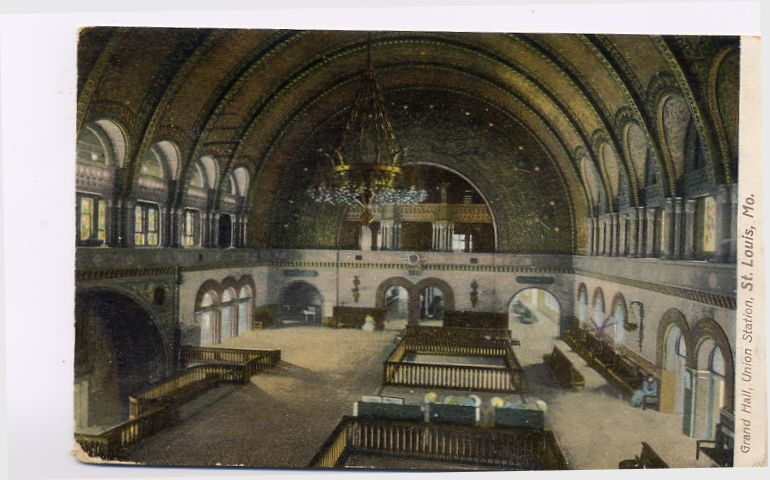
Gran salón, Union Station
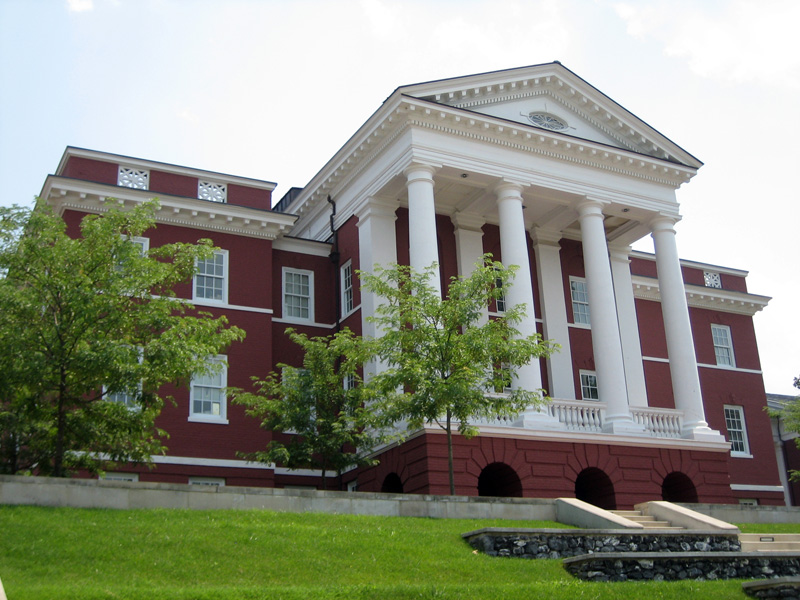
Reid Hall, Universidad de Washington y Lee
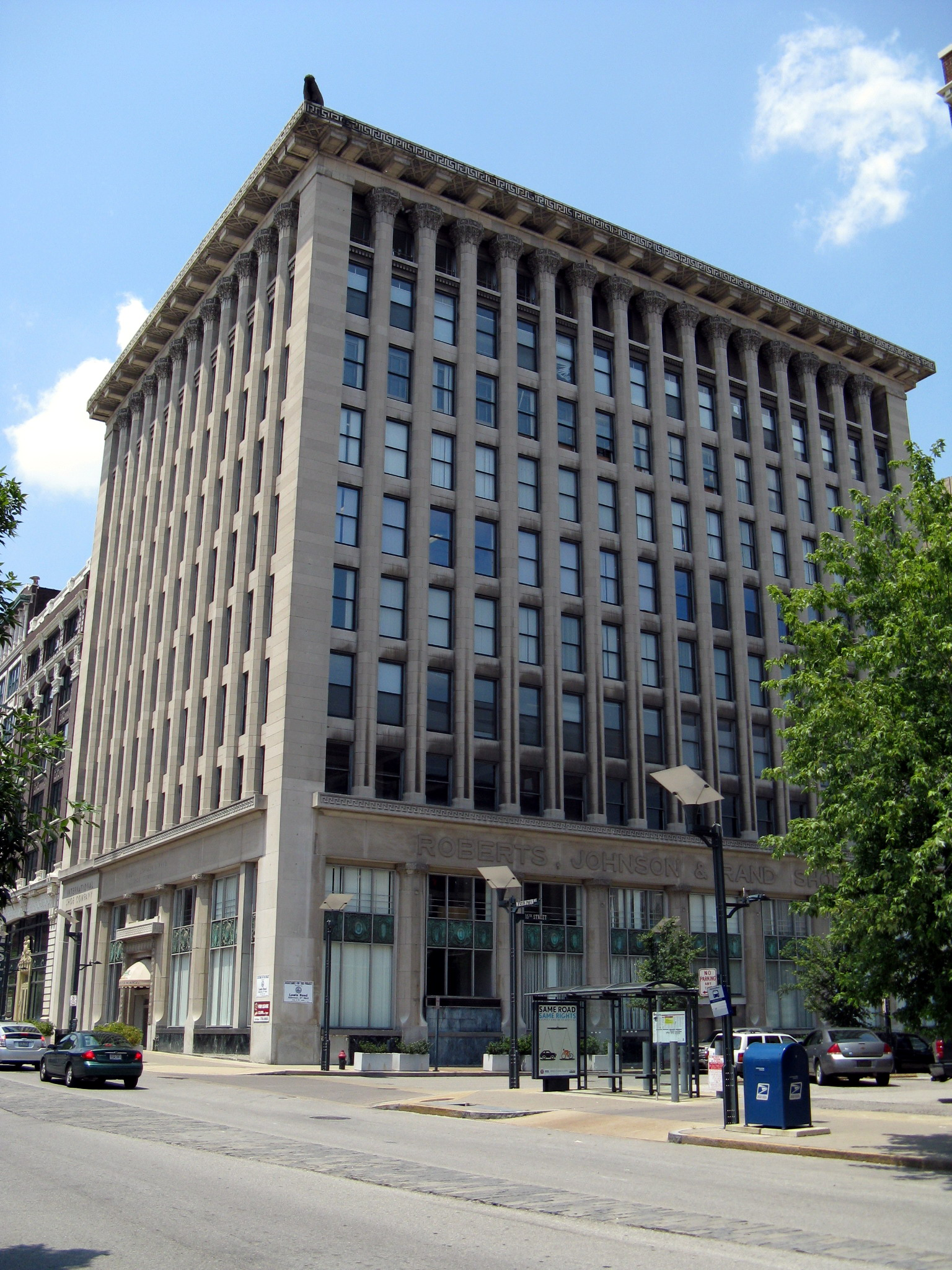
Edificio de la empresa de calzado Roberts, San Luis
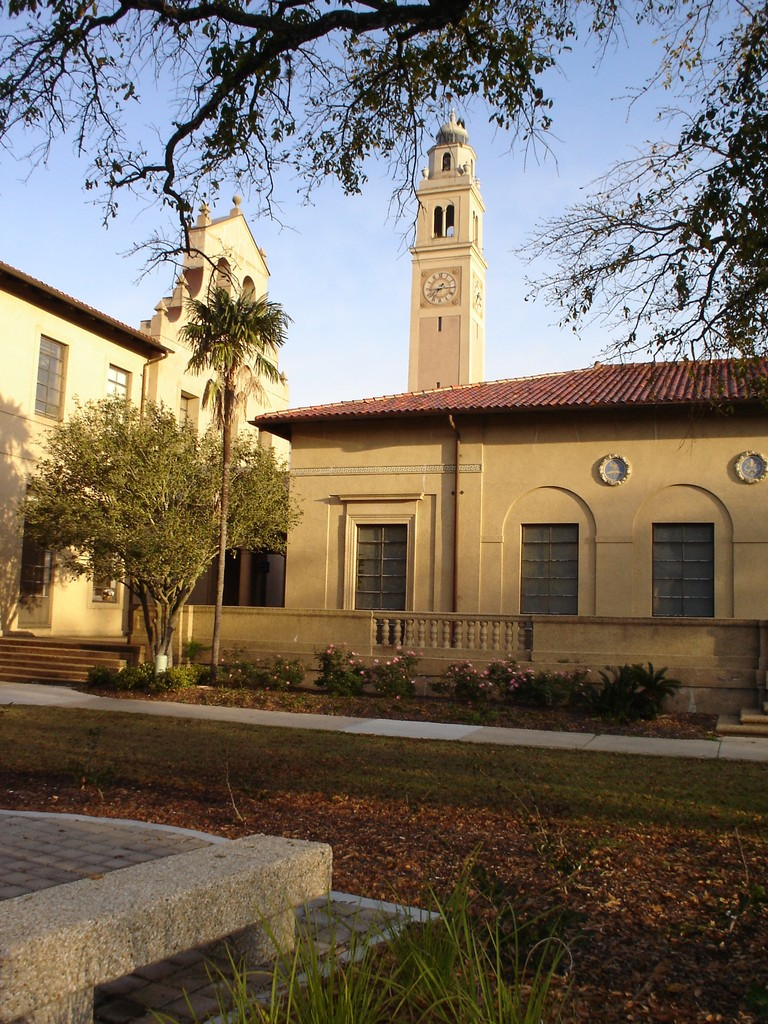
Torre conmemorativa en la Universidad Estatal de Luisiana
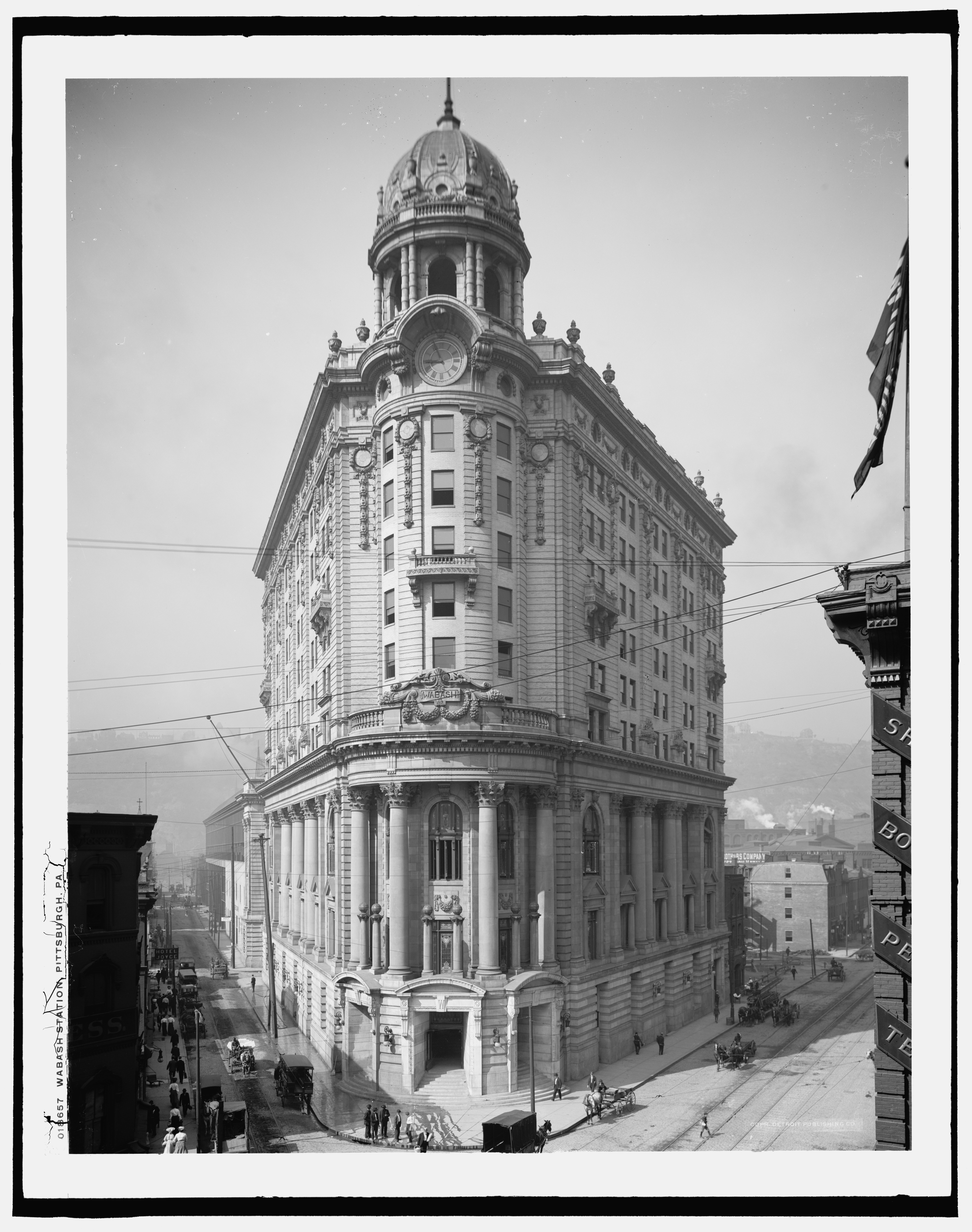
Terminal de Wabash Pittsburgh, Pittsburgh